# Saint-Maixme-Hauterive
Saint-Maixme-Hauterive – miejscowość i gmina we Francji, w Regionie Centralnym, w departamencie Eure-et-Loir.
Według danych na rok 1990 gminę zamieszkiwało 316 osób, a gęstość zaludnienia wynosiła 10 osób/km² (wśród 1842 gmin Regionu Centralnego Saint-Maixme-Hauterive plasuje się na 826. miejscu pod względem liczby ludności, natomiast pod względem powierzchni na miejscu 314.).